# 夏威夷軟首鱈
夏威夷軟首鱈，為輻鰭魚綱鱈形目鼠尾鱈科的其中一種，分布於中東太平洋東部的夏威夷群島海域，屬深海底棲性魚類，深度300-1250公尺，棲息在底中層水域，生活習性不明。

## 扩展阅读
維基物種上的相關：夏威夷軟首鱈